# Jantarnyj
Jantarnyj (in russo Янтарный?) è un insediamento di tipo urbano della Russia, posto nell'oblast' di Kaliningrad, noto per la presenza di un importante giacimento di Ambra (resina).
Storicamente appartenuta alla Germania, fu nota fino al 1946 con il nome di Palmnicken.